# Azyny (związki heterocykliczne)
Azyny – aromatyczne związki heterocykliczne zbudowane z sześcioczłonowego pierścienia zawierającego jeden lub kilka atomów azotu o hybrydyzacji sp2. Najprostszym związkiem z tej grupy  jest pirydyna, jednak nie należy dla niej stosować nazwy azyna, zarezerwowanej dla azyn – pochodnych hydrazyny o budowie  R2C=N−N=CR2.
Azyny zawierające 2 atomy azotu w pierścieniu to diazyny, 3 atomy − triazyny, 4 − tetrazyny. Pierścienie azyn mogą obok azotu zawierać także inne heteroatomy, np. tlenu (oksazyny) lub siarki (tiazyny).

## Budowa azyn

Pentazyna

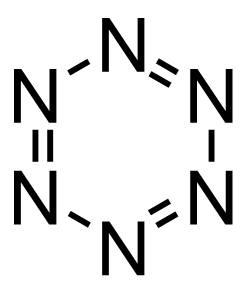
Heksazyna

Monoazyna

Pirydyna

Diazyny

Pirydazyna (1,2-diazyna)
Pirymidyna (1,3-diazyna)
Pirazyna (1,4-diazyna)

Triazyny

1,2,3-Triazyna
1,2,4-Triazyna
1,3,5-Triazyna

Tetrazyny

1,2,3,4-Tetrazyna
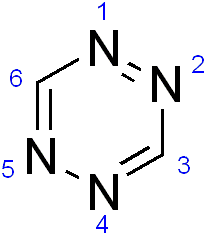
1,2,4,5-Tetrazyna
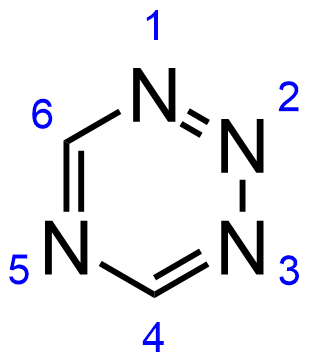
1,2,3,5-Tetrazyna

Pentazyna
- Pentazyna

Heksazyna
- Heksazyna